# Арал Гранде (Бјела)
Арал Гранде је насеље у Италији у округу Бијела, региону Пијемонт.
Према процени из 2011. у насељу је живело 31 становника. Насеље се налази на надморској висини од 439 м.